# مايك جريلا
ميشيل غريلا ولد 23 جانفي 1987 هو لاعب كرة قدم أمريكي محترف سابق لعب كمهاجم وجناح، وهو حاليًا محلل كرة قدم لشبكة سي بي إس الرياضية وباراماونت + .

## روابط خارجية
- Mike Grella at Major League Soccer
- مايك جريلا  على سكروي
- مايك جريلا على Soccerbase
- مايك جريلا في موقع كرة القدم العالمية.نت
- Duke University player profile نسخة محفوظة 2016-03-03 على موقع واي باك مشين.